# 克雷武
克雷武（法語：Crévoux，法語發音：[kʁevu]）是法国上阿尔卑斯省的一个市镇，位于该省东南部，属于加普区。

## 地理
克雷武（44°32'53"N, 6°36'26"E）面积56.26 平方千米，位于法国普罗旺斯-阿尔卑斯-蓝色海岸大区上阿尔卑斯省，该省份为法国东南部内陆省份，北起萨瓦省，西北接伊泽尔省，西南接德龙省，南至上普罗旺斯阿尔卑斯省，东北部与意大利接壤。
与克雷武接壤的市镇（或旧市镇、城区）包括：拉孔达米讷-沙特拉尔、于拜河畔圣保罗、莱索尔、圣安德烈当布兰、圣索沃尔、瓦尔斯。

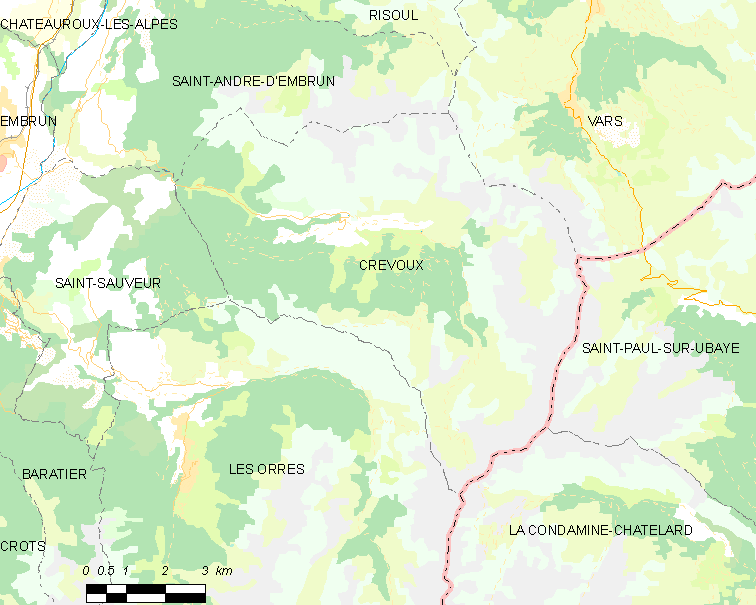
克雷武的OSM定位图

克雷武的时区为UTC+01:00、UTC+02:00（夏令时）。

## 行政
克雷武的邮政编码为05200，INSEE市镇编码为05044。

## 政治
克雷武所属的省级选区为昂布兰县。

## 人口

1962-2008年间克雷武人口变化图示

克雷武于2022年1月1日时的人口数量为122人。